# Al-Fu'ah
Al-Fu'ah (الفوعة) è una piccola città del nord della Siria. Amministrativamente fa parte del governatorato di Idlib e rispetto al capoluogo si trova a nordest. Si trova vicino a Kafriya a ovest, a Maarrat Misrin a nordovest, Ta'um a est, a Zardana a nord, Taftanaz a nordest e Binnish e Sarmin a sud. L'area di al-Fu'ah è molto conosciuta per la coltivazione delle olive e dei fichi.
Secondo L'Ufficio Centrale di Statistica siriano (CBS), Al-Fu'ah ha una popolazione di 10.264 abitanti nel 2004
Gli abitanti di Al-Fu'ah sono prevalentemente sciiti

## Storia
Durante le Crociate la città faceva parte di una barriera fortificata del Principato d'Antiochia. Dopo la cattura di Baldovino II di Edessa, gli abitanti di al-Fu'ah, della vicina Maarrat Misrin e di Sarmin si ribellarono al dominio crociato nel 1104, infliggendo gravi perdite ai crociati La città fu in seguito occupata da Ridwan ibn Tutush nel 1104 e nel 1126 da Aq Sunqur di Mosul insieme a Sarmin.
Al-Fu'ah fu visitata dal geografo siriano Yaqut al-Hamawi agli inizi del XIII secolo durante la Dinastia ayyubide. Al-Hamawi notò che era un "grande villaggio nei pressi di Halab, dal quale il convento chiamato Dair Fu'ah prese il nome".
Alla fine del XIII secolo, la città fu menzionata dallo storico siriano Abu'l-Fida, che la descrisse come un'importante località nella piana di Aleppo e notò inoltre che "nella pianura crescevano una grande quantità di ulivi, fichi e altri alberi".

### Guerra civile siriana
Durante la guerra civile siriana, mentre la maggior parte delle città del Governatorato di Idlib cadevano sotto il controllo dei ribelli antigovernativi, al-Fu'ah e la vicina Kafriya divennero un'isolata enclave filo governativa. Secondo il Syrian Center for Documentation, nell'aprile del 2012 i ribelli rapirono undici membri del Centro di Ricerche Scientifico di Al-Fu'ah. Nel luglio 2012 un'unità ribelle sequestrò tre civili sciiti con l'intento di scambiarli con armamento antiaereo. In risposta alcuni abitanti di Al-Fu'ah sequestrarono 32 sunniti dalla vicina Taftanaz, Saraqib e Binnish. Dopo due settimane di negoziati tutti i prigionieri furono rilasciati.
Al-Fu'ah subì l'assedio dai ribelli finché l'11 gennaio 2016  la Croce Rossa Internazionale e il World Food Programme organizzarono un convoglio di aiuti per portare cibo, medicine e altri aiuti al villaggio, così come a Kafriya. Allo stesso tempo un convoglio umanitario entrò nella città di Madaya nel Governatorato del Rif di Damasco occupata dalle milizie islamiste del Fronte al-Nusra e di Ahrar al-Sham e assediata dall'Esercito siriano e dalle milizie sciite libanesi di Hezbollah.